# Коди Брайънт
Коди Брайънт (на английски: Cody Bryant) е американска порнографска актриса.

## Биография
Коди Брайънт е родена на 28 февруари 1984 година в Оклахома Сити. Дебютира като актриса в порнографската индустрия през 2009 г., когато е на 25-годишна възраст.